# Grease (phim)
Grease là phim điện ảnh nhạc kịch hài lãng mạn năm 1978 do Mỹ sản xuất. Tác phẩm dựa trên vở nhạc kịch cùng tên năm 1971 của Jim Jacobs và Warren Casey. Biên kịch phim là Bronte Woodard, đạo diễn phim là Randal Kleiser. Các diễn viên chính trong phim gồm có John Travolta vai Danny, Olivia Newton-John vai Sandy, và Stockard Channing vai Betty Rizzo.